# Шибанов, Виктор Иванович
Виктор Иванович Шибанов (27 февраля 1922, Медвежьи Озёра, Щёлково (городской округ) — 12 февраля 2014, Москва) — командир звена 25-го гвардейского Московского ночного бомбардировочного авиационного полка 2-й гвардейской бомбардировочной авиационной дивизии 8-й воздушной армии 4-го Украинского фронта, гвардии лейтенант. Герой Советского Союза.

## Биография
Родился в деревне Медвежьи Озёра ныне Щёлковского района Московской области в крестьянской семье. Окончил 7 классов. Работал слесарем в Московском авиационном институте. По окончании аэроклуба в 1939 году — лётчик-инструктор.
В Красной Армии с ноября 1941 года. На фронтах Великой Отечественной войны старший сержант, командир авиационного звена самолётов По-2 709-го бомбардировочного авиационного полка Виктор Шибанов до апреля 1942 года воевал на Западном, а затем на Юго-Западном фронтах. В оборонительный период Сталинградской битвы сражался в рядах 25-го гвардейского Московского ночного бомбардировочного авиационного полка. В августе 1942 года был сбит, тяжело ранен, числился погибшим, но после выздоровления вернулся в свой авиаполк.
Командир звена 25-го гвардейского Московского ночного бомбардировочного авиационного полка кандидат в члены ВКП(б) гвардии лейтенант Виктор Шибанов к ноябрю 1943 года совершил двести семьдесят один боевой вылет, нанеся противнику значительный урон. Указом Президиума Верховного Совета СССР от 1 ноября 1943 года за мужество и героизм гвардии лейтенанту Шибанову Виктору Ивановичу присвоено звание Героя Советского Союза с вручением ордена Ленина и медали «Золотая Звезда».
В ноябре 1943 года В. И. Шабанов в одном из боевых вылетов в районе города Мелитополь Запорожской области Украины был ранен. С февраля 1944 года он направлен в Москву для дальнейшего прохождения службы в должности командира авиационного звена. Всего за военные годы им совершено более трёхсот успешных боевых вылетов.
После войны В. И. Шабанов продолжал службу в ВВС. Член ВКП(б)/КПСС с 1946 года. В 1956—1957 годах был командирован на Семипалатинский испытательный полигон, где участвовал в испытаниях ядерного оружия. С 1966 по 1968 год находился в Сомали в качестве авиаинструктора. С 1968 года подполковник Шибанов В. И. — в запасе.
До выхода на пенсию работал старшим инженером Управления торгового транспорта Калининского района города Москвы. Был членом Совета ветеранов Юго-Восточного административного округа Москвы.
Умер 12 февраля 2014 года. Похоронен на Введенском кладбище.

## Награды
Награждён орденами Ленина, Красного Знамени, Отечественной войны 1-й степени, Красной Звезды, медалями.